# Oricon Singles Chart
Oricon Singles Chart — це музичний чарт популярності синглів японської музичної індустрії, який публікується щодня, щотижня, щомісяця та щорічно компанією Oricon. Рейтинг базується на фізичних продажах синглів. До 2017 року Oricon не відстежував продажі завантажень. У 2000-х роках фізичні продажі в Японії різко скоротилися, тоді як продажі завантажень досягли в три-чотири рази більшого обсягу, ніж продажі синглів. У листопаді 2017 року Oricon представив свій перший цифровий чарт пісень, окремий від основного фізичного чарту синглів. 24 грудня 2018 року Oricon запустив стрімінговий чарт і представив комбінований чарт синглів, який використовує продажі, завантаження і потоки фізичних синглів.